# Sasakure.UK
sasakure.UK(일본어: ササクレ・ユーケイ 사사쿠레 유-케이[*]) 또는 사사쿠레P(일본어: ささくれP)는 일본의 작곡가이다. 대한민국에서는 이지투디제이의 곡 카무이(神威)나, 세이빈 사운드 스타에 제공한 MxMxM star로 잘 알려져 있다.

## 개요
SF와 우화를 자신의 작품세계의 근간으로 삼고 있고 칩튠계 음악으로 활동하고 있으며 뿐만 아니라 도트 그림 애니메이션 아트워크에서도 활동하고 있다.동영상 공유 사이트 니코니코 동화 등지에서 보컬로이드를 사용한 작품을 발표하고 있는데, 이 작품들에 대해 「보컬로이드에서만 표현할 수 있는 음악과 표현법」이라 평가받고 있다. 또 이 사람이 작품에 크게 영향을 받은 작가로 미야자와 겐지, 호시 신이치, 테즈카 오사무가 있다.
2010년 3월 3일에는 조인트 레코드에서 앨범 『ボーカロイドは終末鳥の夢を見るか？』을 발매했다. 크립톤 퓨쳐 미디어사에서 하츠네 미쿠 등의 보컬로이드 작품 개발을 맡은 사사키 와타루는『ボーカロイドは終末鳥の夢を見るか？』앨범에 대해 "목소리 조각이 보컬로이드로 저장된 후, 무엇을 잃고 어떤 매력을 얻는것인가, 사랑의 말에 의식이 깃들어 있는가. sasakure.UK씨의 음악 세계는 팝의 진지함의 보컬로이드에 있어서 소중한 무언가를 가르쳐줍니다"이라 발언한 바 있다. 2010년 3월 25일에 발매한 플레이스테이션 포터블용 리듬액션게임 하츠네 미쿠 -Project DIVA- 추가 다운로드 콘텐츠『미쿠의 노래, 어서 와』에서 sasakure.UK의 「*헬로, 플라넷」의 PV을 기반으로 제작된 미니게임이 수록되어 있다.

## 작품

### CD
- 『ボーカロイドは終末鳥の夢を見るか？』(Joint Records、2010년 3월 3일 발매)
  - 동영상 사이트에서 발표한 대표곡과 아래에 쓰여진 신곡, DECO*27, Treow가 리믹스한 곡이 수록되어 있다[4]. 보컬에 하츠네 미쿠, 카가미네 린&렌, 메구리네 루카, Megpoid를 사용했다. 초회생산판에 동영상 사이트에서 인기있는 뮤직비디오가 수록된 DVD 2장과 32페이지의 기본형 북클립과 박스 겉표지가 동봉되었다[4].
  - Disc1(CD)
    1. プロローグ・終末鳥
    2. PICO[@]LUV(☆彡とvとAIのウタ.)
    3. モバイリ:センセーション
    4. ニジイロ*アドベンチュア
    5. カムパネルラ
    6. マリィの世界
    7. ウタカタ永焔鳥
    8. はるのはるか
    9. インタールード・ラララ終末論。
    10. しゅうまつがやってくる!
    11. ぼくらの16bit戰爭
    12. ワンダーラスト
    13. *ハロー,プラネット. 
    14. *サヨナラ,ワールドエンド 
    15. エピローグ・終末鳥
    16. カムパネルラ(DECO*27 Remix)
    17. *ハロー,プラネット. (Treow Remix)

  - Disc2(DVD)
    1. *ハロー、プラネット. 
    2. カムパネルラ
    3. *ハロー、プラネット. (Animation Ver.)

### 음악 제공, 참여 작품

#### 음악
- 《千年の独奏歌 》(LOiD、2009년 7월 1일 발매))
- 《LOiD-01 -LOiD's LOGiC-》 (LOiD、2009년 7월 8일 발매)
- 《EXIT TUNES PRESENTS STARDOM 2》 (EXIT TUNES, 2009년 8월 19일 발매)
- 《SHIBUYA》 (JOINT RECORDS、2009년 8월 26일 발매)
- 《の､バラード祭り。》 (徳間 재팬 커뮤니케이션, 2009년 11월 4일 발매)
- 《VOCALOIDS★X'mas ~白い夜は静寂を守ってる~》 (컬럼비아 뮤직 엔터테인먼트, 2009년 11월 8일 발매)
- 《LOiD-02 -electronica- LOiD's TECNiCA》Comments (LOiD、2010년 3월 17일 발매)
- 《valuable sheaves》(도완고 뮤직 엔터테인먼트, 2010년 3월 24일 발매)
- 《相愛性理論》(UMAA、2010년 4월 21일 발매)

#### 그 밖에
- 《코스모드 라이버 ∞UP》(LOiD、2009년 10월 28일 발매)
  - 코스모드 라이버 (cosMo&히게드 라이버)의 앨범. 북 클립 디자인을 맡음.
- 《하츠네 미쿠 DVD ~impacts~》 (도완고 뮤직 엔터테인먼트 2010년 2월 10일)
  - 하츠네 미쿠 관련 작품 PV집. 「＊헬로, 플래닛.」을 제공.
- 《미쿠의 노래, 어서와》 (세가, 2010년 3월 25일 발매)
  - 플레이스테이션 포터블용 리듬액션게임 『하츠네 미쿠 -Project DIVA-』의 추가 다운로드 콘텐츠. 「*헬로, 플래닛」의 PV을 기반으로 제작된 액션 게임이 수록. 리듬게임 용 곡으로도 수록되어 있다. 게임에서도 sasakure.UK 자신이 설정과 캐릭터 디자인, BGM 등의 감독을 맡았다.[3]
- 《Sabin Sound Star》
- 《EZ2DJ》
- 《SOUND VOLTEX》
  - 후나키 토모스케의 곡 「jet coaster☆girl」의 리믹스 곡인 「jet coaster☆girl sasakure.UK tRiCkStAr Remix」로 참여했다.